# Emmy Roth

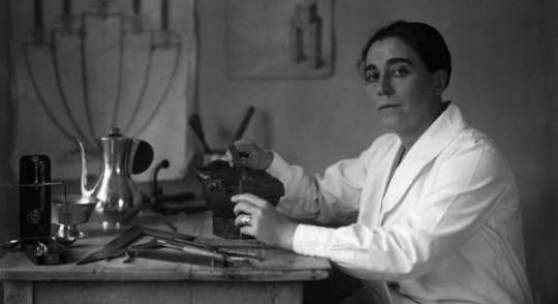
Emmy Roth, fotografiert von Wanda von Debschitz-Kunowski

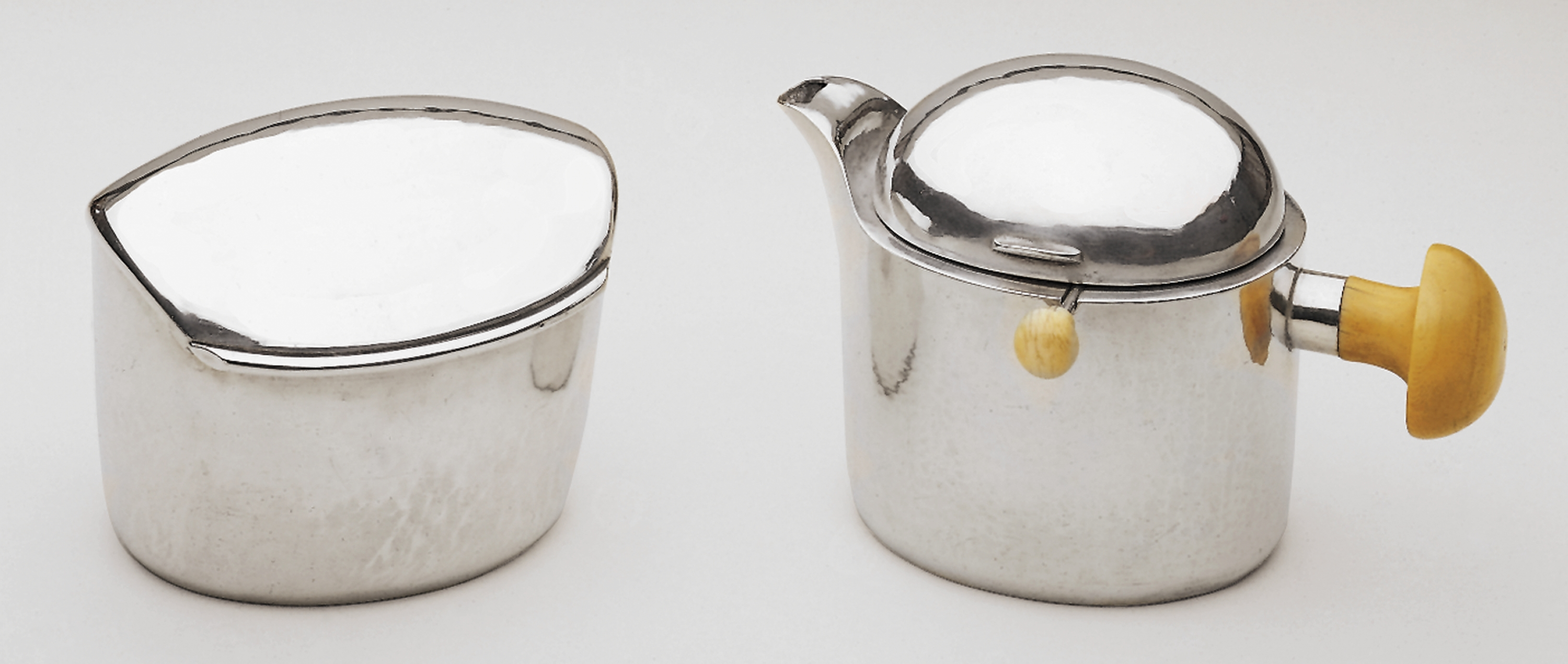
Emmy Roth: Teedose und Teekanne (ca. 1928), im Bestand des Minneapolis Institute of Art

Emmy Roth (geboren  12. Mai 1885  in Hattingen als Emmy Urias; gestorben 11. Juli 1942 in Tel Aviv)  war eine deutsche Silberschmiedin.

## Leben und Werk
Emmy Urias wuchs mit den Geschwistern Rosalie (* 1878) und Josef (1879–1943) in einer bürgerlichen Familie auf, die sich vom Wanderhandel hochgearbeitet hatte und in Hattingen das Kaufhaus im Steinhagen 15 betrieb. Am 31. Oktober 1906 heiratete sie den in Berlin lebenden Kaufmann Paul Baehr, mit dem sie nach Berlin zog und von dem sie 1911 geschieden wurde. Nachdem sie bereits kurz darauf verwitwet war, hieß sie seit 1913 durch eine dritte Ehe Roth. Sie absolvierte eine Lehre als Gold- und Silberschmiedin bei Paul Beumers, dem Inhaber der Düsseldorfer Silberschmiedefirma Conrad Anton Beumers, und eine Ausbildung in weiteren Gold- und Silberschmiedewerkstätten und machte möglicherweise eine Meisterprüfung, was Frauen seinerzeit nur in wenigen Berufen möglich war.  Vermutlich um 1906/07 eröffnete sie eine eigene Werkstatt als Silberschmiedin und arbeitete mit Silber und Sterlingsilber, aber auch mit nickellegiertem Messing und Neusilber. Zwischen 1923 und 1933 betrieb sie ihre Werkstatt in Charlottenburg, Clausewitzstraße 8. Roth entwarf unter anderem für die Silberwarenfabrik Peter Bruckmann & Söhne in Heilbronn.
Die Formgebung ihrer Alltagsgegenstände, z. B. Teekannen, orientierte sich zunächst am Jugendstil, seit Mitte der 1920er Jahre am im Bauhaus entwickelten sachlichen Stil. Bei den Arbeiten aus den späten 20er und frühen 30er Jahren verband sie eigenständig handwerkliche Perfektion mit moderner Formgebung. Oft bezog sie zeitgenössische architektonische Vorbilder in ihre Entwürfe. Ihr Puderzuckerstreuer von 1929 aus Silber orientiert sich beispielsweise an dem von Erich Mendelsohn in den Jahren 1919/20 geschaffenen Einsteinturm in Potsdam.
Roth stellte seit 1925 auf Messen aus, so 1931 bei der Deutschen Bauausstellung in Berlin und auf der Weltfachausstellung Paris 1937 im israelischen Pavillon. Es gelang ihr auch, ausgelöst durch einen Artikel im New Yorker Kunstmagazin „Creative Art“ (1929), Aufträge aus dem Ausland zu erhalten. Roth war Mitglied der von Ida Dehmel im Jahre 1926 gegründeten Gemeinschaft deutscher und österreichischer Künstlerinnenvereine alle Gattungen (GEDOK). Nach der Machtübergabe an die Nationalsozialisten 1933 emigrierte sie nach Frankreich. Zwei Jahre später entschloss sie sich, Europa zu verlassen und ging nach Palästina, zunächst wahrscheinlich nach Jerusalem, später nach Tel Aviv. 1936 wurden einige ihrer von ihr mitgebrachten Arbeiten in Tel Aviv ausgestellt. Mangels Aufträgen für größere Silberstücke fertigte sie Schmuckstücke an und jüdische Ritualgegenstände.
Als sie in den Jahren 1937/1938 noch einmal für kurze Zeit nach Europa kam, arbeitete sie in Voorschoten für die niederländische Silberwarenfabrik Van Kempen en Begeer als Industriedesignerin. Nachdem sie 1939 nach Palästina zurückgekehrt war, soll sie den Auftrag für die großen Lüster der Jerusalemer Hurva-Synagoge erhalten haben. Roth erkrankte an Krebs und beging Suizid, der Bruder Josef starb 1943 in einem Schweizer Flüchtlingslager.

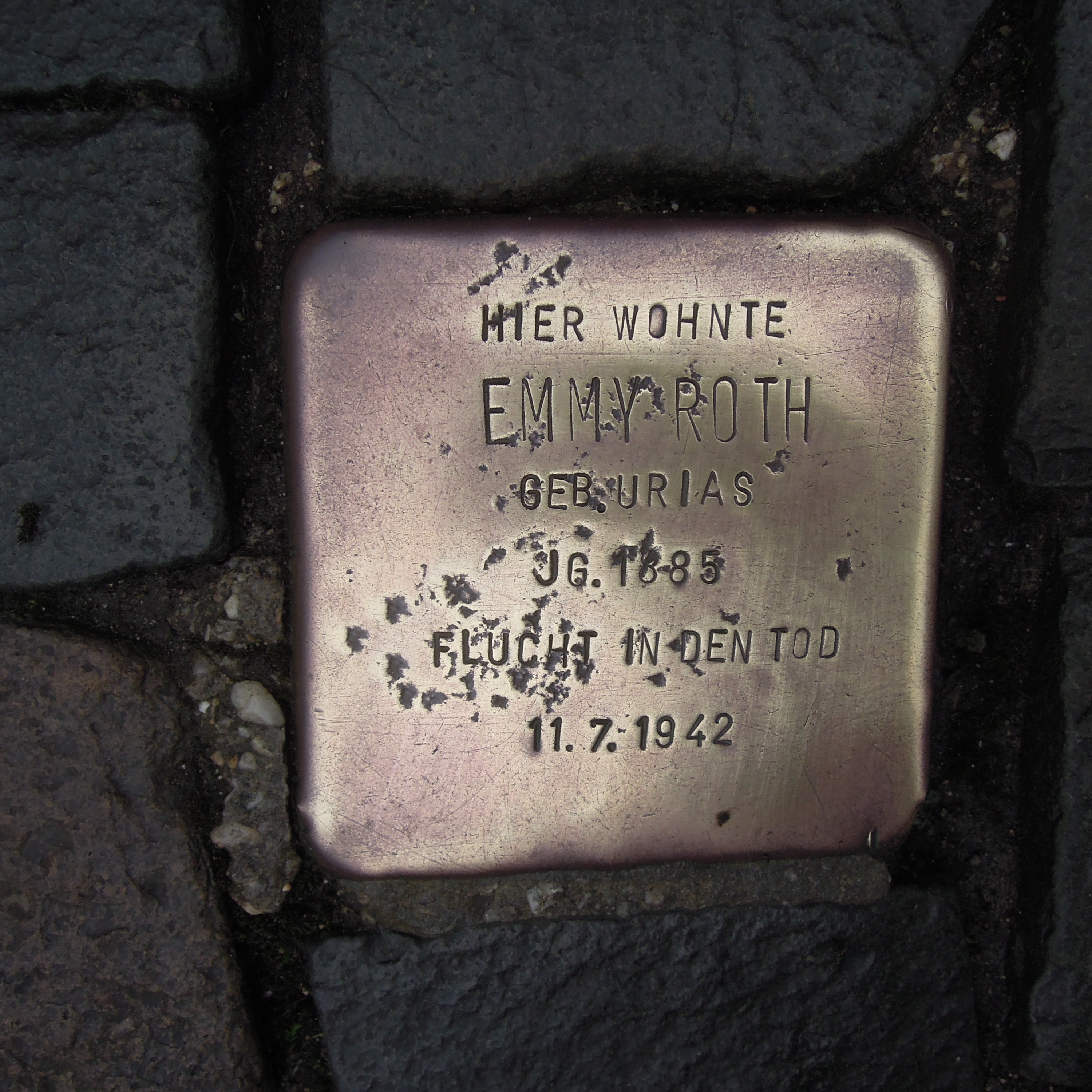
Stolperstein für Emmy Roth in Hattingen

Die Stadt Hattingen erinnert an sie in der Straße Steinhagen mit einem Stolperstein aus Messing. Im Rahmen einer Ausstellung über deutsche Silberschmiedinnen zeigten 2011 das Badische Landesmuseum in Karlsruhe und das Berliner Bröhan-Museum eines ihrer Kaffee- und Teeservices aus der Sammlung des Jüdischen Museums Berlin.